# La Joya de Herrera
La Joya de Herrera är en ort i Mexiko.   Den ligger i kommunen Bustamante och delstaten Tamaulipas, i den centrala delen av landet, 400 km norr om huvudstaden Mexico City. La Joya de Herrera ligger 1 991 meter över havet och antalet invånare är 268.
Terrängen runt La Joya de Herrera är kuperad västerut, men österut är den bergig. Runt La Joya de Herrera är det mycket glesbefolkat, med 6 invånare per kvadratkilometer. Närmaste större samhälle är Miquihuana, 17,0 km norr om La Joya de Herrera. I omgivningarna runt La Joya de Herrera växer huvudsakligen savannskog.